# ری یانگ (بازیکن فوتبال)
ری یانگ (انگلیسی: Ray Young; ۱۴ مارس ۱۹۳۴ – ۲۷ دسامبر ۲۰۲۲) بازیکن فوتبال اهل بریتانیا بود.
از باشگاه‌هایی که در آن بازی کرده است می‌توان به باشگاه فوتبال هینور تاون، باشگاه فوتبال دربی کانتی، و باشگاه فوتبال برتون آلبیون اشاره کرد.